# Maria Ney
Maria Ney (* 6. August 1890 in Kiel; † 7. April 1959 in West-Berlin) war eine deutsche Kabarettistin.

## Leben
Maria Ney war Tochter eines Kieler Arztes. Sie studierte am Konservatorium in Kiel Gesang. Durch die Inflation zum Geldverdienen gezwungen, trat sie nach fehlgeschlagenen Versuchen als Sängerin und Schauspielerin an Kleinkunstbühnen und Theatern schließlich als Volkssängerin auf, die sich auf der Ziehharmonika selbst begleitete. Ihr Debüt in Berlin gab sie um 1923 im damaligen „Café Größenwahn“ am Kurfürstendamm. Kurt Robitschek engagierte sie mit ihren Liedern von der Waterkant ans Berliner Kabarett der Komiker. Im „KaDeKo“ kam sie im Matrosenanzug auf die Bühne. Danach trat sie mit ihren Schnurren und Seemannsliedern, zu welchen sie auch selbst die Conférence übernahm, auch in den Berliner Großvarietés „Wintergarten“ und „Scala“ auf.
Dank ihrer Schlagfertigkeit und ihrem menschlich-warmen Humor war Maria Ney bald auch beim Rundfunk „ein gern gehörter Gast“, der „an allen deutschen Sendern“ auftrat.
In dem zweiten Programm, das Wilhelm Bendow in seinem im Keller des Theater des Westens installierten Nummern-Kabarett „Tütü“ auf die Beine stellte, war sie Mitte der 1920er Jahre neben dem Prinzipal selbst und der Schauspielerin Annemarie Hase zu sehen.
In Trude Hesterbergs noch im November 1933 gegründetem satirisch-literarischem Kabarett „Die Musenschaukel“ im Pavillon Mascotte in der Behrenstraße conférierte sie die Kabarett-Revue „Windstärke 10“ von Hans Fritz Beckmann, Frank Günther und Günter Neumann, welche bereits in ihrem Titel auf die „stürmischen Zeiten“ hinwies, die kritischen Kabarettisten nun bevorstehen sollten. Nachdem das Programm im NS-Organ Völkischer Beobachter beanstandet worden war, wurde die „Musenschaukel“ nach nicht ganz zwei Monaten Betrieb durch das Reichspropagandaministerium geschlossen.
Als Mädel mit dem Schifferklavier hatte sie bereits 1926 in dem Tonfilm-Versuch Der sprechende Film mitgewirkt; in dieser Rolle war sie zu Beginn der 1930er Jahre auch in verschiedenen Kurztonfilmen zu sehen. 1936 und 1937 wirkte sie in je einem kurzen und einem abendfüllenden Kinofilm mit.
Was sie sich an Conférences, Schnurren und Anekdoten „zusammengeklönt“ hatte, sammelte sie in einem Büchlein unter dem Titel Ischa gediegen, nich?, dessen Erstausgabe 1941 herauskam.
1938 beendete sie ihre Bühnenlaufbahn, um sich auf einem Bauernhof im Osten Deutschlands niederzulassen. Von dort wurde sie 1945 vertrieben und kehrte nach Berlin zurück. Beim RIAS Berlin fand sie eine neue Beschäftigung als Ansagerin und Conferencière. Sie moderierte Programme wie „Sag deinen Wunsch ins Mikrophon“, „Wer kann, wer will?“ und die „Bunte RIAS-Kaffeetafel“, letztere mit Kurt Pratsch-Kaufmann und der Kapelle von Wilfried Krüger.
Maria Ney ist am 7. April 1959 im Hildegard-Krankenhaus zu Berlin an einem Nervenleiden verstorben. Sie liegt auf dem Waldfriedhof in Berlin-Zehlendorf begraben.
Schallplattenaufnahmen der Marken Columbia und Odeon, beides Lindström-Etiketten, zeugen noch heute von ihrer Kunst.

## Filmografie
Kurztonfilme
- 1926: Der sprechende Film[10]
- 1930: Terra-Melophon-Magazin Nr. 1[11]
- 1930: Stürmisch die Nacht[12]
- 1931: Kabarett-Programm Nr. 6[13]
- 1931: 4. Kabarettprogramm[14]
- 1932: Aafa-Kunterbunt II[15]

Spielfilme
- 1936: Der neue Schiffsjunge[16]
- 1938: Schüsse in Kabine 7[17]

## Tondokumente
Hörspiele
- 1957: Und das am Montagmorgen - Regie: Karl Metzner

Weitere Tondokumente
- Columbia DW 3034 (mx. CWR 327) Maria Ney erzählt / (mx. CWR 328) Maria Ney spricht über die Liebe und die Männer
- Odeon O-11 282 (mx. Be 9116) Mein Liebster ist Matrose (TuM Bruno Uher) / (mx. Be 9118) Stürmisch die Nacht und die See geht hoch
- Odeon O-11 283 (mx. Be 9114) Seemanns Los (Petrie - Martell) / (mx. Be 9115) In St. Pauli bei Altona bin ich verlassen worden (Friedrich Hollaender) - Herbst 1930
- Odeon O-25 660 (Be 11 221) Der treue Steuermann (Text: Ney) / (Be 11 220) Schwarze Marie von der Reeperbahn (Vollmershausen) - Anfg. 1936

Wiederveröffentlichungen
- Audio-CD: Wenn Die Barkassen … Eine musikalische Seereise durch Hamburg cdtrrracks.com, Bear Family Records. Enthält von Maria Ney: track 2 Seemanns Los, track 7 Schwarze Marie von der Reeperbahn, track 13 Der treue Seemann.
- Audio-CD: Hamburg, Meerblick, Ocean View (Eine Musikalische Seereise Von Hamburg Bis Haiti, 1932 - 1949) amazon.de .Copyright: 2011 78rpmmusic. Erscheinungsdatum: 30. September 2011. Enthält von Maria Ney:   track 9 Schwarze Marie von der Reeperbahn,  track 17 Der treue Seemann.